# مجموعة بنوك إنتر-ألفا
أنشئت مجموعة بنوك إنتر-ألفا عام 1971 من قبل ستة بنوك في المجموعة الاقتصادية الأوروبية لتوفير منصة للتبادل المنتظم للأفكار واستكشاف مجالات التعاون بين البنوك الأعضاء فيها. المجموعة عبارة عن جمعية غير هرمية ويتم الحفاظ عليها من خلال الاتفاق المتبادل مع احتفاظ كل بنك بالاستقلالية الكاملة.
كانت المجموعة واحدة من الأندية المصرفية التي أنشئت في ستينيات وسبعينيات القرن العشرين عندما حاول عدد من البنوك الأوروبية التعاون على المستوى الدولي.

## الوظيفة
تطورت وظيفة المجموعة إلى:
- توفير منصة للتبادل المنتظم للأفكار على مستوى الإدارة التنفيذية والإدارية العليا
- السماح للمتخصصين بلقاء ومناقشة الموضوعات ذات الأهمية الخاصة
- إنشاء مجالات التعاون، لا سيما في التجارة الدولية
- تدريب إدارة البنوك من خلال مدرسة Inter-Alpha المصرفية السنوية وبرنامج إدارة البنوك Inter-Alpha السنوي في INSEAD في Fontainebleau بالقرب من باريس
- إنشاء إطار عمل للبنوك الفردية داخل المجموعة للعمل معًا

## الأعضاء
تضم المجموعة أحد عشر بنكاً عضواً، تمثل 15 دولة أوروبية:
- مجموعة AIB، أيرلندا
- نوفو بانكو، البرتغال
- كوميرزبانك، ألمانيا
- مجموعة ING، هولندا
- إنتيسا سان باولو، إيطاليا
- بنك KBC، بلجيكا
- نورديا والدنمارك وفنلندا والسويد
- بنك اليونان الوطني، اليونان
- مجموعة رويال بنك أوف سكوتلاند بالمملكة المتحدة (كان وليامز آند جلينز بنك أحد الأعضاء المؤسسين الأصليين لكن عضويته استحوذت عليها لاحقًا من قبل رويال بنك أوف سكوتلاند)
- سانتاندر، اسبانيا
- سوسيتيه جنرال، فرنسا

## روابط خارجية
- مجموعة بنوك الفا